# Andreas Helvigius
Andreas Helvigius, eigentlich Helwig, auch Helwigius, Helwich (* 1572 in Friedland (Mecklenburg); † 19. November 1643 in Stralsund) war ein deutscher Philologe, Pädagoge und langjähriger Rektor des Gymnasiums Stralsund im ehemaligen Katharinenkloster.

## Leben

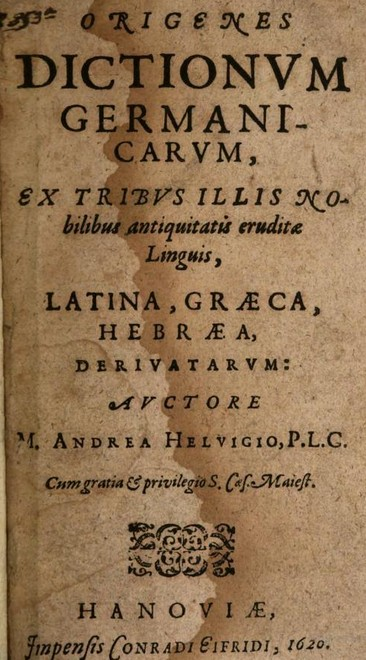
Dictionum Germanicarum, Druck von 1620

Der Sohn des Friedländer Ratsherrn Moritz Helwig und dessen Frau Johanna, geborene Wegener, besuchte zunächst die Schule in seiner Heimatstadt und wechselte bald darauf an die Anklamer Ratsschule. Er schloss seine Schulbildung auf dem Stralsunder Gymnasium ab, wo zu dieser Zeit Kaspar Jentzkow Rektor war.
1591 begann er ein Studium an der Universität Rostock, wo zu dieser Zeit David Chyträus, Johann Possel und Lucas Bacmeister d. Ä. lehrten. Nach einiger Zeit wechselte er an die Universität Frankfurt (Oder). Auf Empfehlung von Christoph erhielt er eine Anstellung als Konrektor in Salzwedel. Er kehrte jedoch bald wieder nach Frankfurt (Oder) zurück, von wo er auf das Konrektorat in seiner Geburtsstadt Friedland berufen wurde.
1595 ging er als Konrektor an die Greifswalder Stadtschule. 1599 wurde er von Lorenz Zircman zum Magister promoviert. Helwig betrieb in Greifswald griechische und deutsche Sprachstudien und korrespondierte mit Lorenz Rhodomann (1546–1606). Der Generalsuperintendent Barthold von Krakevitz empfahl ihn „wegen seiner sinnreichen Poesie“ dem Fürstlichen Rat Reimer Seltrecht, der ihn 1607 mit dem Lorbeer krönte.
1612 ging er nach Berlin, wo er Rektor des Gymnasiums zum Grauen Kloster wurde. Herzog Adolf Friedrich I. zu Mecklenburg berief ihn 1615 an die Universität Rostock. Dort gehörte er als Professor der Poesie der philosophischen Fakultät an. Der akademische Lehrstuhl sagte ihm jedoch nicht zu. Daher nahm er bereits 1616 das ihm angebotene Rektorat des Stralsunder Gymnasiums an.
Er übte dieses Amt von 1617 bis 1643 aus. Während er sich zu Beginn anonymen Anfeindungen ausgesetzt sah, erlangte er im Lauf der Zeit durch seine Tätigkeit allgemeine Anerkennung. Zeitgenossen gaben ihm den Ehrennamen „communis Pomeraniae praeceptor“. In Helwigs Amtszeit forderte 1619/20 die Pest in Stralsund mehr als dreitausend Tote und 1624 brannte das Johanniskloster ab. Dazu kam die Belagerung Stralsunds 1628 durch die Truppen Wallensteins im Dreißigjährigen Krieg. Trotzdem gelang es ihm, einen weitgehend kontinuierlichen Schulbetrieb aufrechtzuerhalten, was durch die Schülerzahlen und zahlreiche Stiftungen zugunsten des Gymnasiums belegt ist. Er führte eine Prima ein und verzeichnete 1627 die offizielle Gründung einer Gymnasial-Bibliothek. Außerdem verfasste Helwig zahlreiche Gelegenheitsdichtungen.
Andreas Helvigius starb im Alter von 71 Jahren, kurze Zeit nachdem er durch den Stralsunder Superintendenten Balthasar Rhaw feierlich in den Ruhestand versetzt worden war.

## Familie
Andreas Helvigius heiratete 1601 in Greifswald Christiana Levenstein, die Tochter des Achtmanns Johann Levenstein.

## Schriften (Auswahl)
- Origines dictionum germanicarum. Hannover 1620.
- Anti-Christus Romanus.
- Carmen de homine christiano.